# Le Congrès de Paris
Le Congrès de Paris est une peinture à l'huile, réalisée le 1856 par le peintre français Édouard Dubufe. Elle est exposée au palais de Versailles. La peinture représente une des rencontres qui s'est tenue à Paris entre le 25 février et le 30 mars 1856 pour mettre fin à la guerre de Crimée. 

## Histoire
Entre octobre 1853 et février 1856, la guerre de Crimée opposa l'alliance formée par l'Empire Britannique et le Second Empire français, l'Empire Ottoman et le royaume de Sardaigne contre l'Empire russe pour freiner l'expansion de celle-ci et contrer son influence grandissante dans les Balkans. Après plusieurs batailles comme le siège de Sébastopol, la bataille de Balaklava ou celle de Inkerman. À la suite des défaites russes, les belligérants se réunirent à Paris pour signer le traité mettant fin au conflit : le traité de Paris.

## Description
Le tableau mesure 308 × 510 cm. Il montre les ministres plénipotentiaires des états engagés dans le conflit, ainsi qu'un représentant de la Prusse, qui, bien que ne participant pas au conflit, a été invité aux conversations. 
Les personnes représentées dans le tableau sont les suivantes :
| Première file (droite à gauche) | Première file (droite à gauche) | Première file (droite à gauche) | Première file (droite à gauche) | Première file (droite à gauche) | Première file (droite à gauche) |
| Nom                             | Portrait                        | Plénipotentiaires de            |                                 |                                 |                                 |
| ------------------------------- | ------------------------------- | ------------------------------- | ------------------------------- | ------------------------------- | ------------------------------- |
| Aleksei Feodorovich Orlov       |                                 | Empire Russe                    |                                 |                                 |                                 |
| Karl Ferdinand von Buol         |                                 | Empire Austro-Hongrois          |                                 |                                 |                                 |
| Henry Wellesley                 |                                 | Empire Britannique              |                                 |                                 |                                 |
| Camillo Benso di Cavour         |                                 | Royaume de Sardaigne            |                                 |                                 |                                 |
| Deuxième file (droite à gauche) |                                 |                                 |                                 |                                 |                                 |
| Mehmed Emin Aali Pasha          |                                 | Empire Ottoman                  |                                 |                                 |                                 |
| George Villiers                 |                                 | Empire Britannique              |                                 |                                 |                                 |
| Vincent Benedetti               |                                 | Empire Français                 |                                 |                                 |                                 |
| Mehemmed Djemil Bey             |                                 | Empire Ottoman                  |                                 |                                 |                                 |
| Alexandre Colonna-Walewski      |                                 | Empire Français                 |                                 |                                 |                                 |
| Edwin Freiherr von Manteuffel   |                                 | Royaume de Prusse               |                                 |                                 |                                 |
| Joseph Alexander Hübner         |                                 | Empire Austro-Hongrois          |                                 |                                 |                                 |
| François-Adolphe de Bourqueney  |                                 | Empire Français                 |                                 |                                 |                                 |